# 嵐の海 (マネ)
『嵐の海』（あらしのうみ、英: Sea in Stormy Weather）は、フランスの印象派の画家エドゥアール・マネが1873年に制作した油彩画である。松方幸次郎が購入しフランスに保管されていたものの、第2次世界大戦の影響により売却され所在は長らく不明となっていた。その後、グルリット・コレクションの1点として2012年に再発見された。グルリット・コレクションは遺言によりベルン美術館に遺贈されたが、売却を経て2019年より東京の国立西洋美術館に所蔵されている。

## 背景
十代の頃に海軍兵学校を目指していたマネは、1870年代にかけて各所へ滞在した折に海景画を手掛けていた。本作については、マネがノルマンディー地方のベルク＝シュル＝メールに滞在した1873年に描かれたと考えられている。

## 作品
深い緑を基調として描かれた荒天の海に、省略的な筆致で2艘の船が描かれている。最小限のモティーフと色彩で構成され嵐の前の静寂に包まれたシンプルな構図となっている一方で、嵐の気配に満ちた動きが画面の中に作り上げられている。

## 来歴
本作はマネの死後売り立てられ、複数の所有者を経て1922年3月に松方幸次郎が購入した。川崎造船所の経営破綻に伴い松方コレクションが散逸する中で、本作はパリに保管された作品群の中の1点として松方の部下である日置釭三郎の管理下に置かれた。その後、第二次世界大戦中に作品の保管や疎開に関わる費用をまかなうため、パリ保管作品の一部が日置の手により売却されていった。本作もおそらく1941年秋頃に画商アンドレ・シェーラーに売却され、複数の画商の手を経てナチスの協力画商であったヒルデブラント・グルリットのコレクションとなった。日置による売却以降の所在は長らく不明とされてきたが、2012年にヒルデブラントの息子であるコルネリウス・グルリットが脱税捜査を受けた際にミュンヘンのアパートから1280点の絵画が発見され、翌2013年にはザルツブルクの別宅から200点を超す絵画も発見され、本作もザルツブルクの作品群に含まれていた。コルネリウスが2014年に亡くなった後、遺言により絵画はベルン美術館へ寄贈された。その後、2019年に国立西洋美術館において開催された松方コレクション展にて展示された後、グルリット・コレクションの管理から生じる金銭的損失を補填するためにベルン美術館より国立西洋美術館へ売却された。